# Sztuka kulinarna

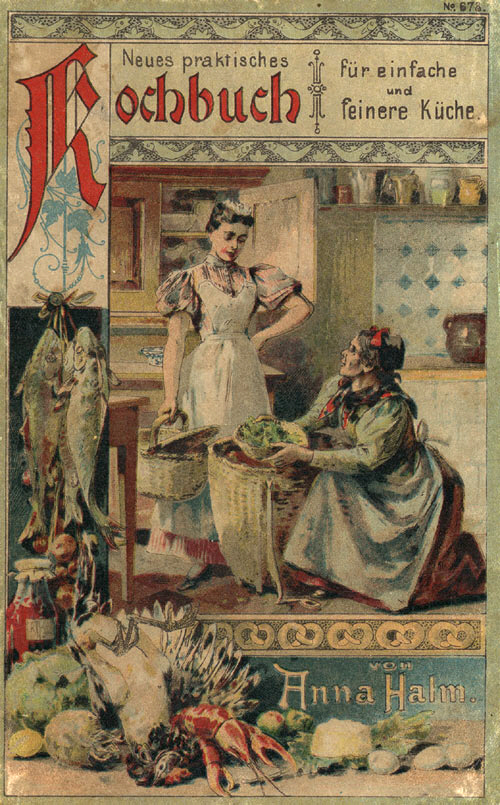
Niemiecka książka kucharska Anny Halm z pocz. XX w.

Sztuka kulinarna (łac. culina „kuchnia”) – umiejętność przygotowywania jedzenia w sposób smaczny, pożywny i estetyczny, kulinaria zaś to ogół zagadnień związanych z potrawami (np. potrzebne produkty i sposoby przygotowania). 
W różnych regionach świata, zależnie od dostępności źródeł pożywienia i wielowiekowej tradycji, wykształciły się różne zwyczaje kulinarne.

## Rodzaje pożywienia
- żywność pochodzenia roślinnego i zwierzęcego, nieprzetworzona:
  - roślinnego (warzywa, owoce, orzechy, zioła)
  - zwierzęcego (np. mięso, podroby, nabiał, jaja, miód)
  - grzyby (w klasyfikacji towarów spożywczych zaliczane do warzyw[1])
- żywność pochodzenia roślinnego i zwierzęcego, przetworzona przez:
  - mrożenie
  - wędzenie
  - parzenie
  - gotowanie
  - pieczenie
  - smażenie
  - zupy instant
  - koncentraty
- minerały, głównie sól kuchenna

## Rodzaje kuchni
- kuchnia domowa
- kuchnia molekularna
- kuchnia fusion
- kuchnia wegetariańska
- kuchnia wojskowa

## Kuchnie narodowe według pochodzenia

### Ameryka Południowa
- kuchnia argentyńska
- kuchnia brazylijska

### Ameryka Północna
- kuchnia amerykańska (USA)
  - kuchnia alaskańska
  - kuchnia amerykańsko-chińska
  - kuchnia amerykańsko-indyjska
  - kuchnia hawajska
  - kuchnia indiańska (zróżnicowana, zachowana wśród ludów: Czerokezi, Dakotowie, Hopi, Inuit, Kwakiutl, Nawahowie)
  - kuchnia kalifornijska
  - kuchnia luizjańska (cajun)
  - kuchnia murzyńska
  - kuchnia portorykańska
  - kuchnia teksańska
  - kuchnia white trash
- kuchnia kanadyjska
- kuchnia kubańska
- kuchnia meksykańska

### Australia
- kuchnia australijska

### Azja
- kuchnia arabska
- kuchnia chińska
- kuchnia indonezyjska
- kuchnia indyjska
- kuchnia japońska
- kuchnia tajska
- kuchnia turecka
- kuchnia uzbecka
- kuchnia wietnamska

### Europa
- kuchnia austriacka
- kuchnia baskijska
- kuchnia białoruska
- kuchnia brytyjska
  - kuchnia angielska
  - kuchnia szkocka
  - kuchnia walijska
- kuchnia bułgarska
- kuchnia chorwacka
- kuchnia czeska
- kuchnia estońska
- kuchnia fińska
- kuchnia francuska
- kuchnia grecka
- kuchnia hiszpańska
- kuchnia holenderska
- kuchnia irlandzka
- kuchnia katalońska
- kuchnia litewska
- kuchnia maltańska
- kuchnia niemiecka
- kuchnia polska
- kuchnia portugalska
- kuchnia rosyjska
- kuchnia rumuńska
- kuchnia słoweńska
- kuchnia śląska
- kuchnia ukraińska
- kuchnia węgierska
- kuchnia włoska